# Pedro Ochoa
Pedro Ochoa Baigorri (né le 22 février 1900 à Avellaneda dans la province de Buenos Aires et mort le 5 septembre 1947 à Tandil) est un joueur de football international argentin, qui évoluait au poste d'attaquant.

## Biographie

### Carrière en sélection
Avec l'équipe d'Argentine, il dispute 2 matchs (pour aucun but inscrit) entre 1927 et 1928. Il figure notamment dans le groupe des sélectionnés lors de la Copa América de 1927.
Il dispute également les Jeux olympiques de 1928.

## Palmarès

### Palmarès club
Racing Club
- Championnat d'Argentine (6) :
  - Vainqueur : 1916, 1917, 1918, 1919, 1921 et 1925.

- Copa de Honor Cousenier :
  - Finaliste : 1917.

- Copa Aldao (2) :
  - Vainqueur : 1917 et 1918.

### Palmarès sélection
| Argentine - Copa América (1) : - Vainqueur : 1927. |  | Argentine olympique - Jeux olympiques : - Argent : Amsterdam 1928. |